# Pia Kjærsgaard
Pia Merete Kjærsgaard (Copenaghen, 23 febbraio 1947) è una politica danese, presidente del Folketing dal 2015 al 2019.
Cofondatrice del Partito Popolare Danese nel 1995, ne è rimasta leader fino al 2012, diventando un punto di riferimento nella destra danese. Particolarmente contraria al multiculturalismo e all'immigrazione ha supportato nel suo ruolo parlamentare i governi di Anders Fogh Rasmussen e Lars Løkke Rasmussen, ispirando movimenti anti-immigrazione in tutta Europa.

## Biografia
Nata a Copenaghen da Poul Kjærsgaard e Inge Munch Jensen, terminò la scuola primaria (Folkeskole) nel 1963, studiando poi presso la scuola commerciale tra il 1963 e il 1965. Nello stesso periodo lavorò come assistente per gli anziani a Gentofte.

### Carriera politica
Nel 1979 si candidò con il Partito del Progresso nel distretto di Ryvang, per poi candidarsi in quelli di Ballerup e Gladsaxe tra il 1981 e il 1983, Hvidovre tra il 1983 il 1984 e Middelfart tra il 1984 e il 1995. Proprio nel 1984 viene eletta al Folketing rappresentando prima la contea di Copenaghen e poi la contea di Fionia.
Nel 1995 approfittando di una crisi interna al partito fonda con Kristian Thulesen Dahl il Partito Popolare Danese (DF) del quale diventa immediatamente leader. Con il DF si candidò nuovamente nei distretti di Glostrup, Hellerup e Gentofte, venendo rieletta nel 1995 per rappresentare in parlamento la contea di Fionia.
Nei primi anni 2000, con l'indebolimento del Partito del Progresso, il DF crebbe in importanza e popolarità, tanto da diventare il terzo partito danese in Parlamento. La stessa Kjærsgaard ricevette 38 347 voti personali, venendo superata solo dal Ministro di Stato Anders Fogh Rasmussen.
Nel 2012 ha annunciato il suo ritiro dalla leadership del partito, designando Thulesen Dahl come suo successore. Nonostante ciò fu rieletta anche nel 2015, diventando la prima donna nominata Presidente del Parlamento danese.